# Heinkel HD 24
L'Heinkel HD 24 era un idrovolante monomotore biplano sviluppato dall'azienda tedesca Ernst Heinkel Flugzeugwerke AG negli anni venti.
Destinato al mercato dell'aviazione civile come idrovolante da turismo, venne impiegato prevalentemente nel ruolo di addestratore sia in campo civile che, acquistato e prodotto su licenza dalla Svezia, in quello militare. Venne inoltre utilizzato dall'esploratore tedesco Gunther Plüschow che ai comandi dell'HD 24 soprannominato "Tsingtau" (la città cinese Tsingtao nella designazione in lingua tedesca) lo utilizzò nel periodo 1927–28 in una spedizione verso la Patagonia e la Terra del Fuoco.

## Storia del progetto
Nel 1926 il progettista ed imprenditore tedesco Ernst Heinkel decise di progettare un nuovo modello per partecipare all'edizione di quell'anno del Deutschen Seeflug-Wettbewerb, una competizione aerea riservata agli idrovolanti che si sarebbe svolta tra il 12 ed il 31 luglio di quell'anno.
Heinkel disegnò un idrovolante "a scarponi" dall'impostazione, per l'epoca, convenzionale, monomotore a velatura biplana con ali di eguale apertura con fusoliera biposto dotata di due abitacoli separati posizionati in tandem. I due grandi galleggianti collegati tramite un castello tubolare alla parte inferiore della fusoliera era previsto potessero essere sostituiti con un convenzionale carrello d'atterraggio.
Due furono gli esemplari realizzati per partecipare alla competizione, equipaggiati entrambi con un motore BMW IV, un 6 cilindri in linea raffreddato a liquido in grado di erogare una potenza pari a 250 PS (184 kW). La buona prestazione ottenuta da uno dei due esemplari convinse la Deutsche Verkehrsfliegerschule (DVS), organizzazione paramilitare clandestina che utilizzava per la formazione dei futuri piloti militari la copertura delle scuole di volo civili, ad emettere un ordine per 23 esemplari.

## Impiego operativo
Nella prima metà del 1926 la Svezia emise un ordine per conto della Svenska marinen, la marina militare dello stato scandinavo, di otto esemplari di HD 24, poco tempo prima che venisse istituita la Svenska Flygvapnet, l'aeronautica militare svedese, da quel momento forza armata indipendente. Il modello, identificato con la nuova designazione militare Sk 4, era destinato alla formazione dei piloti di idrovolante tuttavia, tramite la sostituzione dei due galleggianti, i velivoli potevano essere utilizzati come versione "terrestre" equipaggiati con un carrello d'atterraggio dotato di ruote o pattini sci per operare da terreni innevati. Tutti gli esemplari furono consegnati al reparto di aviazione di marina F 2 basata a Hägernäs, nell'area urbana di Täby.

## Varianti
- Sk 4 - designazione degli HD 24 destinati alla Svezia, equipaggiato con un motore Mercedes D.IIIa e realizzato in sei esemplari, due costruiti dall'Heinkel e quattro dalla Svenska Aero.
  - Sk 4A - Sk 4 equipaggiati con un motore Junkers L5, due costruiti dalla Svenska Aero più tre conversioni dagli Sk 4.
  - Sk 4B - Sk 4 equipaggiati con un motore Armstrong Siddeley Puma, tre conversioni dagli Sk 4.

## Utilizzatori

### Militari
Svezia
- Svenska Flygvapnet
- Svenska marinen